# 第25回サンディエゴ映画批評家協会賞
第25回サンディエゴ映画批評家協会賞は2020年の映画を対象としており、2021年1月8日にノミネーションが発表され、同月11日に受賞者が発表された。

## 受賞・ノミネート一覧
※受賞は太字。

### 作品賞
- 『あの夜、マイアミで』
- 『ノマドランド』
- 『Black Bear』
- 『First Cow』
- 『プロミシング・ヤング・ウーマン』
- 『サウンド・オブ・メタル 〜聞こえるということ〜』

### 監督賞
- ケリー・ライヒャルト - 『First Cow』
- アーロン・ソーキン - 『シカゴ7裁判』
- フローリアン・ゼレール - 『ファーザー』
- クロエ・ジャオ - 『ノマドランド』
- ダリウス・マーダー - 『サウンド・オブ・メタル 〜聞こえるということ〜』

### 主演男優賞
- ブライアン・デネヒー - 『Driveways』
- チャドウィック・ボーズマン - 『マ・レイニーのブラックボトム』
- リズ・アーメッド - 『サウンド・オブ・メタル 〜聞こえるということ〜』
- スティーヴン・ユァン - 『ミナリ』
- アンソニー・ホプキンス - 『ファーザー』

### 主演女優賞
- キャリー・マリガン - 『プロミシング・ヤング・ウーマン』
- ヴァネッサ・カービー - 『私というパズル』
- ヴィオラ・デイヴィス - 『マ・レイニーのブラックボトム』
- フランシス・マクドーマンド - 『ノマドランド』
- オーブリー・プラザ - 『Black Bear』

### 助演男優賞
- ポール・レイシー - 『サウンド・オブ・メタル 〜聞こえるということ〜』
- サシャ・バロン・コーエン - 『シカゴ7裁判』
- フランク・ランジェラ - 『シカゴ7裁判』
- ビル・マーレイ - 『オン・ザ・ロック』
- ピーター・マクディッシ - 『フランクおじさん』

### 助演女優賞
- オリヴィア・クック - 『サウンド・オブ・メタル 〜聞こえるということ〜』
- アマンダ・サイフリッド - 『Mank/マンク』
- エレン・バースティン - 『私というパズル』
- マリア・バカローヴァ - 『続・ボラット 栄光ナル国家だったカザフスタンのためのアメリカ貢ぎ物計画』
- ユン・ヨジョン - 『ミナリ』

### アンサンブル演技賞
- 『パーム・スプリングス』
- 『フランクおじさん』
- 『あの夜、マイアミで』
- 『ザ・ファイブ・ブラッズ』
- 『シカゴ7裁判』

### コメディ演技賞
- マリア・バカローヴァ - 『続・ボラット 栄光ナル国家だったカザフスタンのためのアメリカ貢ぎ物計画』
- サシャ・バロン・コーエン - 『続・ボラット 栄光ナル国家だったカザフスタンのためのアメリカ貢ぎ物計画』
- アンディ・サムバーグ - 『パーム・スプリングス』
- ビル・マーレイ - 『オン・ザ・ロック』
- ラダ・ブランク - 『40歳の解釈: ラダの場合』

### 脚本賞
- リー・アイザック・チョン - 『ミナリ』
- ダリウス・マーダー、エイブラハム・マーダー、デレク・シアンフランス - 『サウンド・オブ・メタル 〜聞こえるということ〜』
- ソフィア・コッポラ - 『オン・ザ・ロック』
- アーロン・ソーキン - 『シカゴ7裁判』
- エメラルド・フェネル - 『プロミシング・ヤング・ウーマン』

### 脚色賞
- ケリー・ライヒャルト、ジョナサン・レイモンド - 『First Cow』
- クロエ・ジャオ - 『ノマドランド』
- ルーベン・サンチャゴ＝ハドソン - 『マ・レイニーのブラックボトム』
- チャーリー・カウフマン - 『もう終わりにしよう。』
- フローリアン・ゼレール、クリストファー・ハンプトン - 『ファーザー』

### Body of Work
- スティーヴ・マックイーン - 『Small Axe』

### 新人賞
- マリア・バカローヴァ - 『続・ボラット 栄光ナル国家だったカザフスタンのためのアメリカ貢ぎ物計画』
- リズ・アーメッド - 『サウンド・オブ・メタル 〜聞こえるということ〜』
- シドニー・フラニガン - 『17歳の瞳に映る世界』
- ヴァネッサ・カービー - 『私というパズル』
- ラダ・ブランク - 『40歳の解釈: ラダの場合』

### 撮影賞
- エリック・メッサーシュミット - 『Mank/マンク』
- ダリウス・ウォルスキー - 『この茫漠たる荒野で』
- ジョシュア・ジェームズ・リチャーズ - 『ノマドランド』
- ホイテ・ヴァン・ホイテマ - 『TENET テネット』
- クリストファー・ブローヴェルト - 『First Cow』

### 編集賞
- マシュー・フリードマン、アンドリュー・ディックラー - 『パーム・スプリングス』
- アンディ・キャニー - 『透明人間』
- ジェニファー・レイム - 『TENET テネット』
- マシュー・L・ワイス - 『Black Bear』
- アラン・ボームカーテン - 『シカゴ7裁判』

### 音楽賞
- 『ザ・ファイブ・ブラッズ』
- 『アメリカン・ユートピア』
- 『マ・レイニーのブラックボトム』
- 『サウンド・オブ・メタル 〜聞こえるということ〜』
- 『ハミルトン』

### 外国語映画賞
- 『マーティン・エデン』 イタリア
- 『これからの人生』 イタリア
- 『アナザーラウンド』 デンマーク
- 『プラットフォーム』 スペイン
- 『スプートニク』 ロシア

### アニメ映画賞
- 『2分の1の魔法』
- 『トロールズ ミュージック★パワー』
- 『ソウルフル・ワールド』
- 『ウルフウォーカー』
- 『フェイフェイと月の冒険』

### ドキュメンタリー映画賞
- 『あるアスリートの告発』
- 『タイム』
- 『Rewind』
- 『オクトパスの神秘: 海の賢者は語る』
- 『監視資本主義: デジタル社会がもたらす光と影』

### 視覚効果賞
- 『グレイハウンド』
- 『ミッドナイト・スカイ』
- 『ハーレイ・クインの華麗なる覚醒 BIRDS OF PREY』
- 『TENET テネット』
- 『透明人間』
- 『スプートニク』

### 衣装デザイン賞
- 『ハーレイ・クインの華麗なる覚醒 BIRDS OF PREY』
- 『First Cow』
- 『EMMA エマ』
- 『マ・レイニーのブラックボトム』
- 『Mank/マンク』

### 美術賞
- 『TENET テネット』
- 『Mank/マンク』
- 『もう終わりにしよう。』
- 『シカゴ7裁判』
- 『EMMA エマ』